# Maria Deijfen
Maria Deijfen (née en 1975) est une mathématicienne suédoise connue pour ses recherches sur les graphes aléatoires et les processus stochastiques sur les graphes, notamment le modèle d'épidémie Reed-Frost. Elle est professeur de mathématiques à l'Université de Stockholm.

## Formation et carrière
Deijfen fait ses études à l'Université de Stockholm, obtenant une licence en 2001, un doctorat en 2004 et une habilitation en 2008. Sa thèse de doctorat, Modèles stochastiques pour la croissance spatiale et la concurrence, est supervisée par Olle Häggström (en).
Après avoir terminé son doctorat, elle est chercheuse postdoctorale à l'Institut Mittag-Leffler, à l'Université libre d'Amsterdam, à l'Université Chalmers et à l'Université de technologie de Delft avant de retourner à Stockholm en tant que membre junior du corps professoral en 2006. Elle est promue professeure titulaire en statistique mathématique en 2015.
Deijfen est l'une des récipiendaires 2018 du Prix Halmos-Ford de la Mathematical Association of America pour son article avec Alexander E. Holroyd et James B. Martin, "Friendly Frogs, Stable Marriage, and the Magic of Invariance", utilisant la théorie combinatoire des jeux pour analyser le problème du mariage stable.